# Pachycerianthus dohrni
Espèce
Pachycerianthus dohrni est une espèce de la famille des Cerianthidae.

## Systématique
Le nom valide complet (avec auteur) de ce taxon est Pachycerianthus dohrni (van Beneden, 1924).
L'espèce a été initialement classée dans le genre Cerianthus sous le protonyme Cerianthus dohrni van Beneden, 1924.
Pachycerianthus dohrni a pour synonymes :
- Cerianthus dohrni van Beneden, 1924
- Cerianthus dohrnii Beneden, 1924
- Cerianthus membranaceus var. viridis
- Cerianthus viridis Torelli, 1932

## Publication originale
- van Beneden, E. 1924. Travaux posthumes d' Edouard van Beneden sur les cérianthaires collationnés par Paul Cerfontaine.Archives de Biologie. vol hors serie (1923). 242 p.